# Calommata simoni
Calommata simoni är en spindelart som beskrevs av Reginald Innes Pocock 1903. Calommata simoni ingår i släktet Calommata och familjen pungnätsspindlar. Inga underarter finns listade.